# Cash back (mode de retrait d'espèces)
Pour les articles homonymes, voir Cashback (homonymie).
Ne doit pas être confondu avec Cash back.
Le cash back ou cashback (anglicisme) — en français retrait d'espèces à l'achat — désigne un mode de retrait d'espèces chez un commerçant : lors d'un achat par carte bancaire, le client paye un montant supplémentaire et le commerçant lui rend ce même montant en argent liquide. Il ne faut pas le confondre avec le cashback (système de remises) qui consiste pour un marchand à reverser une partie du montant d'un achat au client.
Ce service dispose d'un cadre légal en France depuis le décret n° 2018-1224 du 24 décembre 2018 relatif à la fourniture d'espèces dans le cadre d'une opération de paiement.
Le cash back permet de retirer des espèces lorsqu'il n'y a pas de distributeur automatique ou de banque à disposition immédiate, par exemple dans les zones rurales ou la nuit.
En France, le cash back est limité à 60 € par retrait. Le montant minimum d'achat pour pouvoir demander un cash back est de 1 € et celui-ci doit être demandé expressément par le client avant de procéder au paiement. Le commerçant proposant ce service doit l'indiquer au moyen d'un affichage à proximité du lieu de paiement et doit également indiquer si le service est gratuit ou payant (et le cas échéant, le tarif du service).